# Tim Russ
Tim Russ (Washington D. C.; 22 de junio de 1956) es un actor, cineasta, guionista y músico estadounidense.
Es reconocido por sus papeles como el comandante Tuvok (en Star Trek: Voyager), Frank el portero (en Samantha Who?) el director Franklin (en iCarly) y el agente Summers (en Live Free or Die Hard).

## Biografía
Russ nació en la ciudad de Washington D. C. Su madre era empleada del gobierno estatal y su padre oficial de la Fuerza Aérea.

### «Star Trek» y otros papeles
Russ ha tenido varios trabajos en la franquicia Star Trek como actor, actor de voz, guionista, director y productor.
Tuvo varios papeles menores hasta que consiguió el papel protagonista Tuvok.
Mientras muchos actores de Star Trek dicen haber tenido poco interés en la franquicia antes de ser contratados, Russ entró a trabajar como un fan de la serie, con un profundo conocimiento de las costumbres y el idioma vulcanos.
En varias entrevistas, los escritores de la serie han descrito sus ocasionales choques con Russ acerca de la conducta realista de un vulcano, en las que Russ generalmente insiste en mantener la continuidad.
Aparte de Tuvok, Russ ha hecho otros papeles en Star Trek:
- Devor, un mercenario en el episodio "Starship Mine" (en The Next Generation, 1993).
- T’Kar, un klingon el episodio "Invasive Procedures" (en Deep Space Nine, 1993).
- Un teniente táctico humano en la nave Enterprise-B (en la película Star Trek Generations, 1994).

### Trabajos posteriores
Russ aparece actualmente (2009) como Frank, el sarcástico portero en la comedia Samantha Who? (de ABC, con Christina Applegate) y como el director Ted Franklin en el show iCarly (de Nickelodeon).

## Filmografía

### Como actor
- Crossroads (1986), como Robert Johnson.
- Fire with Fire (1986), como Jerry Washington.
- Spaceballs (1987), como Trooper.
- Death Wish 4: The Crackdown (1987), como Jesse.
- Pulse (1988), como policía.
- The Highwayman (1988), como D. C. Montana
- Murphy Brown, como oficial del Servicio Secreto.
- Bird (1988), como Harris.
- Family Matters (1990), como Jeff.
- The Fresh Prince of Bel-Air (1990), como Eugene.
- Eve of Destruction (1991), como Carter.
- Night Eyes II (1992), como Jesse Younger.
- Mr. Saturday Night (1992), como director asistente.
- Star Trek: The Next Generation (1993), como Devor (temporada 6, episodio 18).
- SeaQuest DSV (1994), como Martin Clemens, alias "Mycroft" (invitado).
- Star Trek: Deep Space 9 (1994), como T'Kar (invitado).
- Dead Connection (1994), como el detective Chuck Roland.
- Star Trek: Voyager (1995-2001), como comandante Tuvok.
- Star Trek Generations (1995), como el oficial de puente del Enterprise-B.
- Star Trek: Deep Space 9 (1995), como el Tuvok de un universo paralelo (invitado).
- East of Hope Street (1998)
- ER (2005) (invitado)
- Unbeatable Harold (2005)
- Twenty Good Years (2006)
- The Oh in Ohio (2006), como Douglas.
- Hannah Montana (2007), como Dr. Meyer (especialista de garganta).
- Without a Trace (2007), como Phil Hansen, NTSB consultor (temporada 5, episodio 12).
- General Hospital (2007), como el Dr. Trent (oncólogo), varios episodios.
- Live Free or Die Hard (2007), como el agente Summers.
- iCarly (2007-2012), como el director Ted Franklin (8 episodios).
- Samantha Who (2007), como Frank el portero.
- NCIS (2008), como empleado de garage (invitado).
- Greyscale (2009), como Gavin Calhoun.
- The Good Doctor (2017), como Chuck.
- PEN15 (2019), como Mr. Wyzzel.
- Black Monday (2019), como Walter.
- The Circuit (2019).
- The Orville (2019), como Dr. Sherman.
- Vitals (2019), como The Surgeon.
- Shamp Thing (2019), como Dr. Chowodury.
- Tenet Nocnis (2019), como Imán.
- Ghost in the Gun (2019).
- American Horror Story: 1984 (2019), como David Chambers.
- Cómo Defender a un Asesino (2019), como el Juez Kofi Bonaparte.
- The Resident (2020), como Tyron Griffiths.
- Star Trek: Picard (2023), como Capitán Tuvok.

### Actor de doblaje
- Lost Planet: Extreme Condition (2006), como Bandero.

### Guionista
- East of Hope Street (1998)

### Director de cine
- Plugged cortometraje satirizando comerciales de televisión (2007 en las ediciones finales).
- Star Trek: Of Gods and Men (producción de fanes, del 2007).
- Star Trek: Voyager episodio: Living Witness